# Rtyně v Podkrkonoší
Rtyně v Podkrkonoší (niem. Hertin) – miasto w Czechach, w kraju kralovohradeckim. Według danych z 31 grudnia 2003 powierzchnia miasta wynosiła 1390 ha, a liczba jego mieszkańców 3023 osób.
Miejscowość położona jest nad Rtyňką, dopływem Úpy, w Rtyňskéj brázdě, u podnóży pasma Jestřebí hory.

## Demografia
| Rok             | 1970 | 1980 | 1991 | 2001 | 2003 |
| --------------- | ---- | ---- | ---- | ---- | ---- |
| Liczba ludności | 3270 | 3158 | 3076 | 3053 | 3023 |

Źródło: Czeski Urząd Statystyczny

## Historia
Ok. 1350 powstał pierwotnie gotycki kościół św. Jana Chrzciciela. Pierwsza wzmianka o miejscowości pochodzi z 1367. Drewniana dzwonnica pochodzi, według różnych źródeł z 1544, 1592–1593 lub z I poł. XVII w. W 1775 wybuchło tu antyfeudalne powstanie, które objęło znaczne obszary północno-wschodnich Czech. Jego przywódcą był tutejszy górnik Antonín Nývlt. Przez kilkaset lat duże znaczenie miało górnictwo węgla kamiennego. W 1679 kościół przebudowano w stylu barokowym. Koniec górnictwa nastąpił w 1991.

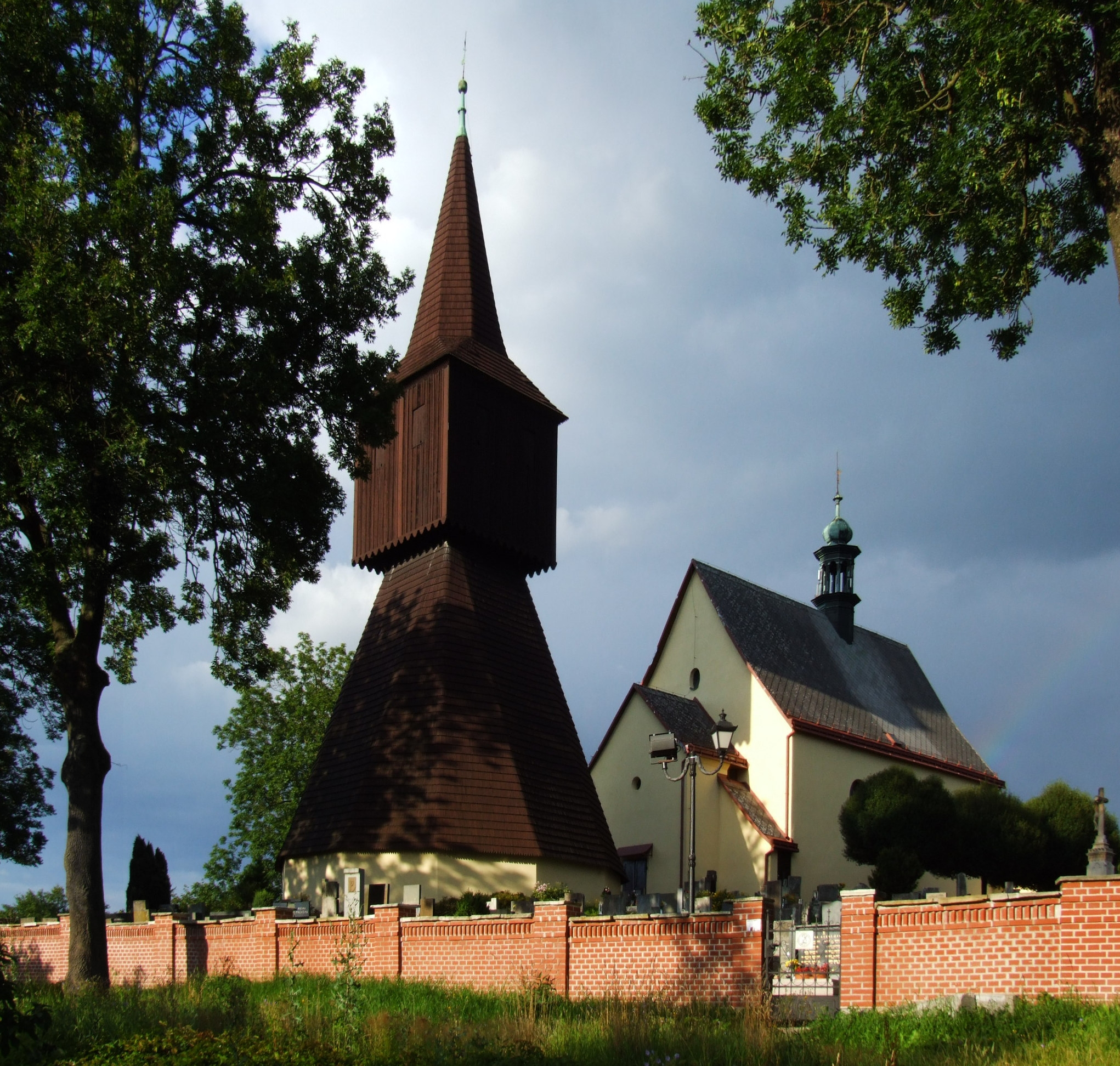
Kościół i drewniana dzwonnica

## Transport
Rtyně leży przy szosie z Trutnova do Náchodu. Są tu dwie stacje kolejowe na trasie z Trutnova do Jaroměřa - Rtyně v Podkrkonoší i Rtyně v Podkrkonoší zastavka.

## Postaci związane z miejscowością
- David Antonín Nývlt (1696-1772), budowniczy zamku w Nachodzie,
- Antonín Nývlt (1721-1782), górnik,
- Antonín Hejna (1795-1844), górnik,
- Karel Koleta (1887-1948), kompozytor,
- Čeněk Koleta (1876-1967), dyrygent,
- Antonín Nývlt (1885-1952), kompozytor,
- Sigismund Bouška (1867–1942), proboszcz, twórca kroniki[1]
- Veronika Dvorská, która zdobyła tytuł Dziewczyna roku 2009[2].